# Corvus mellori
Corvus mellori là một loài chim trong họ Corvidae.